# ツブラな惑星
『ツブラな惑星』（ツブラなわくせい）は、カネコナオヤによる漫画作品。『月刊コミックブレイド』（マッグガーデン）にて、2011年5月号から2012年2月号まで連載されたSF漫画。単行本は全2巻。

## あらすじ
2015年6月15日。都立清音東高等学校は突如として浮上、偶々校舎内にいた生徒・教師総勢51名（+2名）を乗せたまま宇宙に飛び出してしまった。

## 登場人物

### 都立清音東高等学校
突如として宇宙に旅立つ事になってしまった高校生たち。2年星組・25名、部活動中の生徒（野球部、空手（or柔道？）部他）及び、生徒会役員など24名に教師2名の51名に無断侵入していた中学生1名と「幼星王」を名乗る男の総勢53名。
男子32名、女子20名と男女比に偏りがあったが、「種」の力で7名の男子が性転換された。

#### 2年星組
3ヶ月後の学園祭を控えていながら、未だにクラス出展企画が決まらなかったため（メイドカフェとお化け屋敷で意見が割れていた）、休日に登校していたクラス。
綿星 ツブラ（わたほし ツブラ）
高校生としては小柄で少々天然気味の少女。嘘を吐くのは壊滅的に下手。幼馴染である「光司郎への恋心」に気付くが、それが地表近くまで上昇していた「星の種」を刺激し、学園が旅立つきっかけとなった。
真田 光司郎（さなだ こうじろう）
ツブラの幼馴染でクールな少年。専門知識はヒソカに及ばないが、頭はいい。しかし色恋沙汰には多少鈍感なところはある。幼少時に（ヒソカ程ではないが）周囲の子と話が合わず引きこもりがちだった自分を引っ張りだしてくれたツブラを大事に思っている。
木場 陽児（きば ようじ）
クラス内ではガキ大将的な存在。「種」に引き寄せられたクラスメイトを庇って取り込まれ、性転換してしまう。袴田が選んだ衣装を拒否して光司郎から借りたワイシャツで通している。
中津 正太（なかつ しょうた）
放送委員。切羽詰まった状態でもユーモアを忘れないタイプ。実は筋金入りのスケベでそのエロい情熱を発散するために武道を学び「全国優勝クラス（木場・談）」の実力を身に付けた男。幼星王と勝負していいトコまで行くが、ホノカがめくった「ツブラのスカート」に気を取られて敗北した。本人としては頑張っているが、欲望に正直過ぎて女子からは引かれている。
藤沢 クラキ（ふじさわ クラキ）
木場とはケンカ友達だったが、木場が「種」に取り込まれた際に気付いた恋心によって「種」が活性化し、地球軌道を離脱することとなる。
東雲 ホノカ（しののめ ホノカ）
クラス委員。基本的ににこやかだが中々にドライな部分も持ち合わせている。現在の状況を維持するために必要と判断して幼星王の部下となる。
滝沢 ヒソカ（たきざわ ヒソカ）
「知の殉教者」を自称している。俗に言うところの「天才少女」で、学校に在籍しているのは学歴取得のためらしく、欠席常習犯（そのためクラス内で意見が割れると話がまとまらない）。両親が遺した「星の種」に関する研究が事実だったと知り、その研究を進めることのみを目的としている。
安達 亮（あだち りょう）
「種」が発した匂いに引き寄せられた7人の1人。取り込まれ、性転換してしまう。
榎本孝志（えのもと たかし）
「種」が発した匂いに引き寄せられた7人の1人だが、とっさに木場に引き飛ばされて助かった。
真下 蓮（ましも れん）
同じく「種」の発した匂いに引き寄せられた7人の1人。取り込まれ、性転換してしまう。袴田が持ってきた女物の衣装（セーラー服）を真っ先に身に付け、結構ハマっているらしい。
高田順二（たかだ じゅんじ）
同じく「種」の発した匂いに引き寄せられた7人の1人。取り込まれ、性転換してしまう。星組はこの4人（榎本の代わりに木場）と他クラスの3名（内2名は野球部員）。性転換時に着ていた服が分解されてしまったため、他の生徒と比べると少々浮いた服（彼はメイド服）を着ることになる（セーラー服にメイド服、チャイナドレスと「演劇部」に保管されていた衣装で選んだのは生徒会役員の袴田）。

#### 生徒会
星組のクラス出展企画を予算に組み込むために決議が出るのを待っていた。
如月（きさらぎ）
生徒会長。生徒の中では比較的冷静だが、ヒソカの性格を理解せず「地球に帰還する方法を考えろ」とごり押しして、地球に帰れないと聞いた際には「BL本が買えなくなる」など少々ピントはずれなことで騒いでいた。
袴田（はかまだ）
生徒会役員。のほほんとしており、よく会長である如月をおちょくっている。前述の衣装のチョイスからむっつりスケベか、かなりひねくれた性格がうかがえる。

#### 教師・職員
相川（あいかわ）
星組の担任。無能かつ意志薄弱で学校が空へ舞い上がった時にも真っ先に取り乱していた（もっとも、その有様を見て生徒の多くが冷静さを取り戻したため「反面教師（悪い見本）」としては役立ってはいる）。地球から離れ始めた時には錯乱して生身で宇宙に飛び出し掛けたが、幼星王に阻止される。
ある意味「命の恩人」ではあるが、幼星王におもねって生徒たちの言動を密告している。
榊（さかき）
養護教諭。相川と比べると幾分冷静。

### その他の人物
幼星王 / 亀岡（ようせいおう / かめおか）
「種」が本格的な加速を開始し、地球軌道を離れ始めた際に現われた謎の人物だが、格好（特撮番組の秘密結社の様なコスチューム）を含めて光司郎はどこかで見た覚えがあるらしい。
往年のコメディアンネタをよく口にする。30を越したかどうかという程度の外見。「若い頃に空手をやっていた」と語り、数人の男子と正太を叩きのめした上で食料であるカテを独占して支配する。
極めて尊大で高圧的な性格だが、「支配してどうするのか」キチンと決めていなかったなど多少抜けたところもある。
その正体は清音東高等学校の用務員。学校浮上時に正門近くを掃除していた。そのため、浮上前に脱出したと思われていたが、「種」起動時に「種」自身から接触を受け、「種」の情報が送り込まれていた。その際に若者と言える年齢まで若返らされた。
渚 紺八（なぎさ こんぱち）
学校が浮上する少し前に侵入していた、近隣中学校の女子制服を着た中学生。食堂に隠れていた所を発見された後は、ホノカに懐いている。
実は女装男子（本人曰く「かわいくなりたい」だけで性同一障害という訳ではない）。自分と繋がった｢赤い糸｣が見えるという能力の持ち主で、ホノカと繋がっているとは本人の弁。

## 用語
星の種
作中で数ヶ月前から観測されていた「謎の物体」。地球の中心部より上昇し、清音東高等学校をほぼ丸ごと取り込んで宇宙に飛び出した。「M.S.S（マトリクス・シード・システム）」とも呼ばれ、ヒソカや幼星王の説明によるとその場にいる人間の「恋心」をエネルギー源として宇宙空間に独立した生態系を作り出して成長し「新たな惑星」となるシステム。
もっとも、その説明だけでは成立しない矛盾や男女比を調整するためだけに一部の男子を性転換するなど「本当に恋愛を理解しているのか怪しい活動」も目立つ。
糧（カテ）
学校内に食料が無いことが判明し、皆が空腹にいらだち始めた際に光司郎の「ツブラを守りたい」と言う感情に反応して「種」が作りだした食用生物。寸詰まったウサギのぬいぐるみのような姿で「タベテー」と鳴く。人間に必要な栄養素を過不足無く備えていて「糧（カテ「カテ目、カテ科」）」とヒソカによって命名された。
コミックスカバー下描き下ろし四コマ「吾輩はカテである」ではカテ同士で会話しており、「あっさりチキン味」だという事実が明かされた。

## 書籍情報
- カネコナオヤ『ツブラな惑星』マッグガーデン〈ブレイド・コミックス〉、全2巻
  1. 2011年（平成23年）10月23日初版発行（10月8日発売）、ISBN 978-4-86127-905-8
  2. 2012年（平成24年）3月25日初版発行（3月10日発売）、ISBN 978-4-86127-963-8